# Андски великоухи хрчак
Андски великоухи хрчак (лат. Auliscomys sublimis, рус. Андийский большеухий хомячок) је врста глодара из породице хрчкова (лат. Cricetidae). 

## Распрострањење
Ареал врсте је ограничен на мањи број држава. Присутна је у следећим државама: Аргентина, Перу, Боливија и Чиле.

## Станиште
Врста је присутна на планинском венцу Анда у Јужној Америци. 

## Угроженост
Ова врста је наведена као последња брига, јер има широко распрострањење и честа је врста.